# ذي جبيب (ذي السفال)

تعديل مصدري - تعديل

ذي جبيب هي إحدى قرى عزلة ذي الحود ومعاين بمديرية ذي السفال التابعة لمحافظة إب، بلغ تعداد سكانها 402 نسمة حسب تعداد اليمن لعام 2004.